# فرودگاه بارنائول
فرودگاه بارنائول (به روسی: Аэропорт Барнаул) فرودگاهی عمومی واقع در بارنائول در کشور روسیه است که توسط JSC "Altay Air Enterprise" اداره می‌شود.

## شرکت‌های هواپیمایی و مقصدهای پروازی

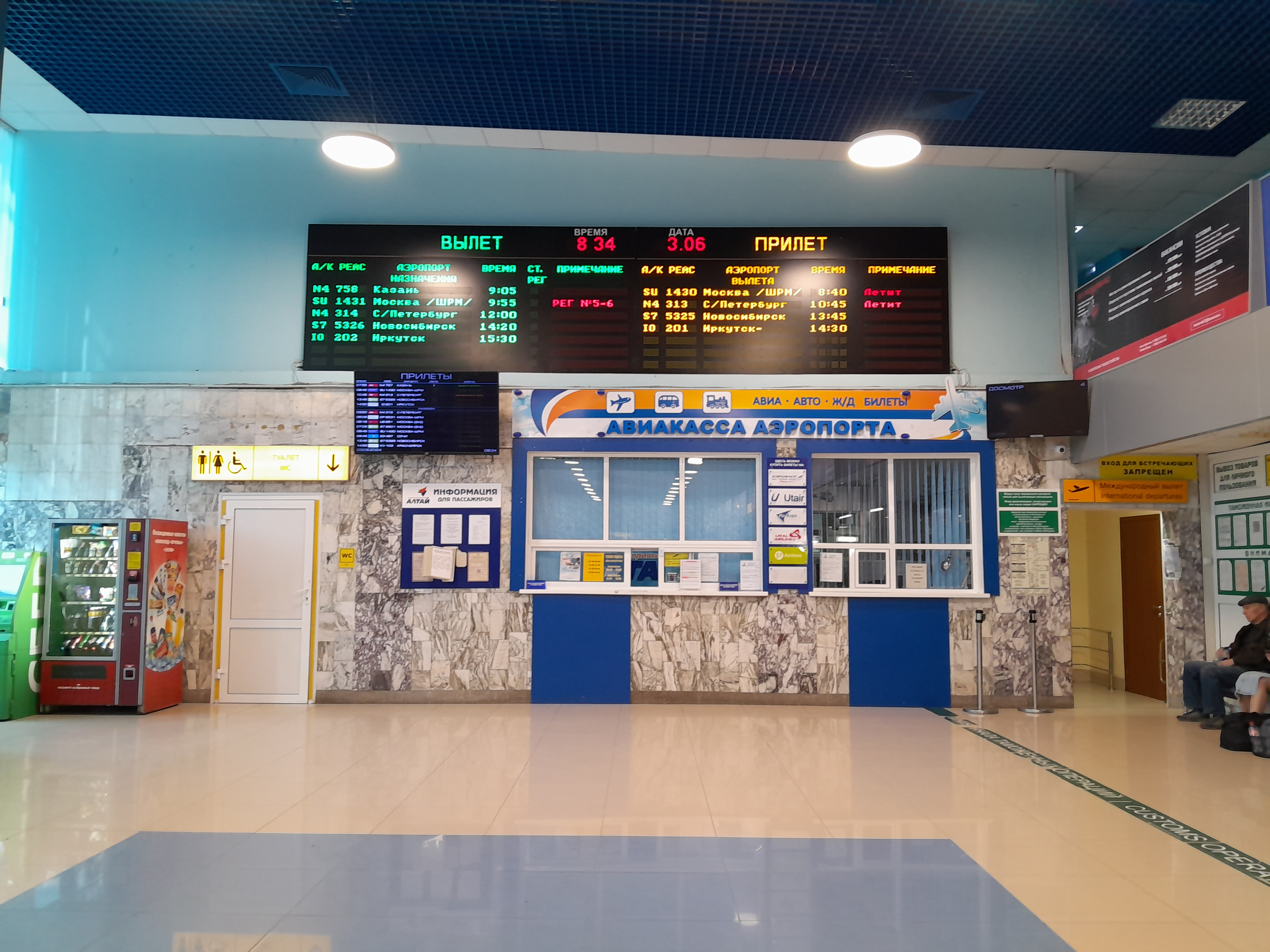
فرودگاه بارنائول

The following airlines operate regular scheduled and charter flights at Barnaul Airport:
| شرکت‌های هواپیمایی                      | مقصدهای پروازی                                |
| -------------------------------------- | --------------------------------------------- |
| آئروفلوت                               | شرمتیوو                                       |
| Azur Air                               | چارتر فصلی: سووارنابومی، کام رانح، پوکت       |
| ایر آئرو                               | ایرکوتسک, دوموده‌دوو, پالکوو فصلی: آناپا, سوچی |
| KrasAvia                               | یملیانو                                       |
| رویال فلایت                            | چارتر فصلی: سووارنابومی                       |
| اس۷ ایرلاینز اجرا توسط گلوبوس ایرلاینز | دوموده‌دوو                                     |
| اورال ایرلاینز                         | دوموده‌دوو                                     |